# 元州街

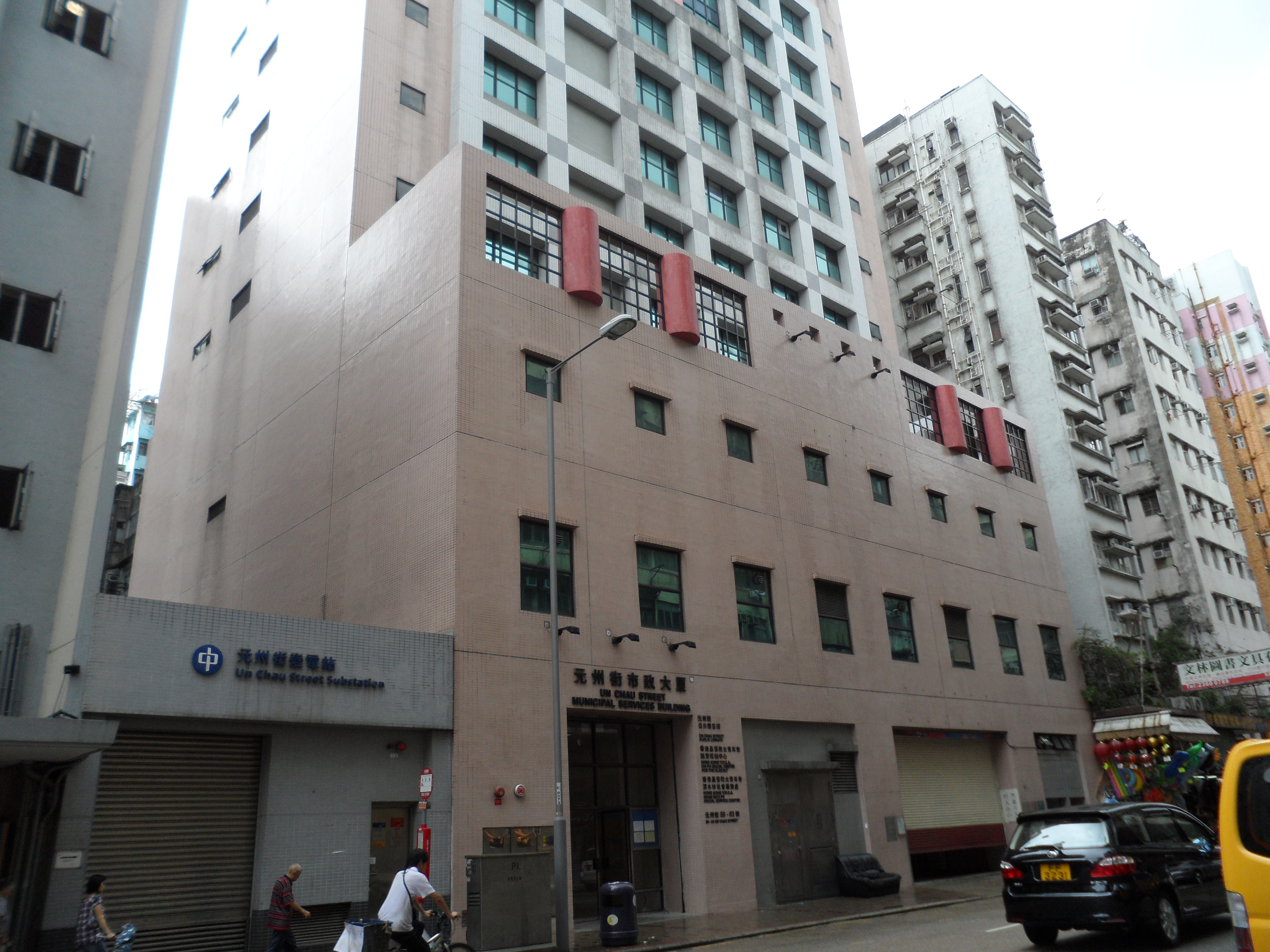
元州街市政大廈

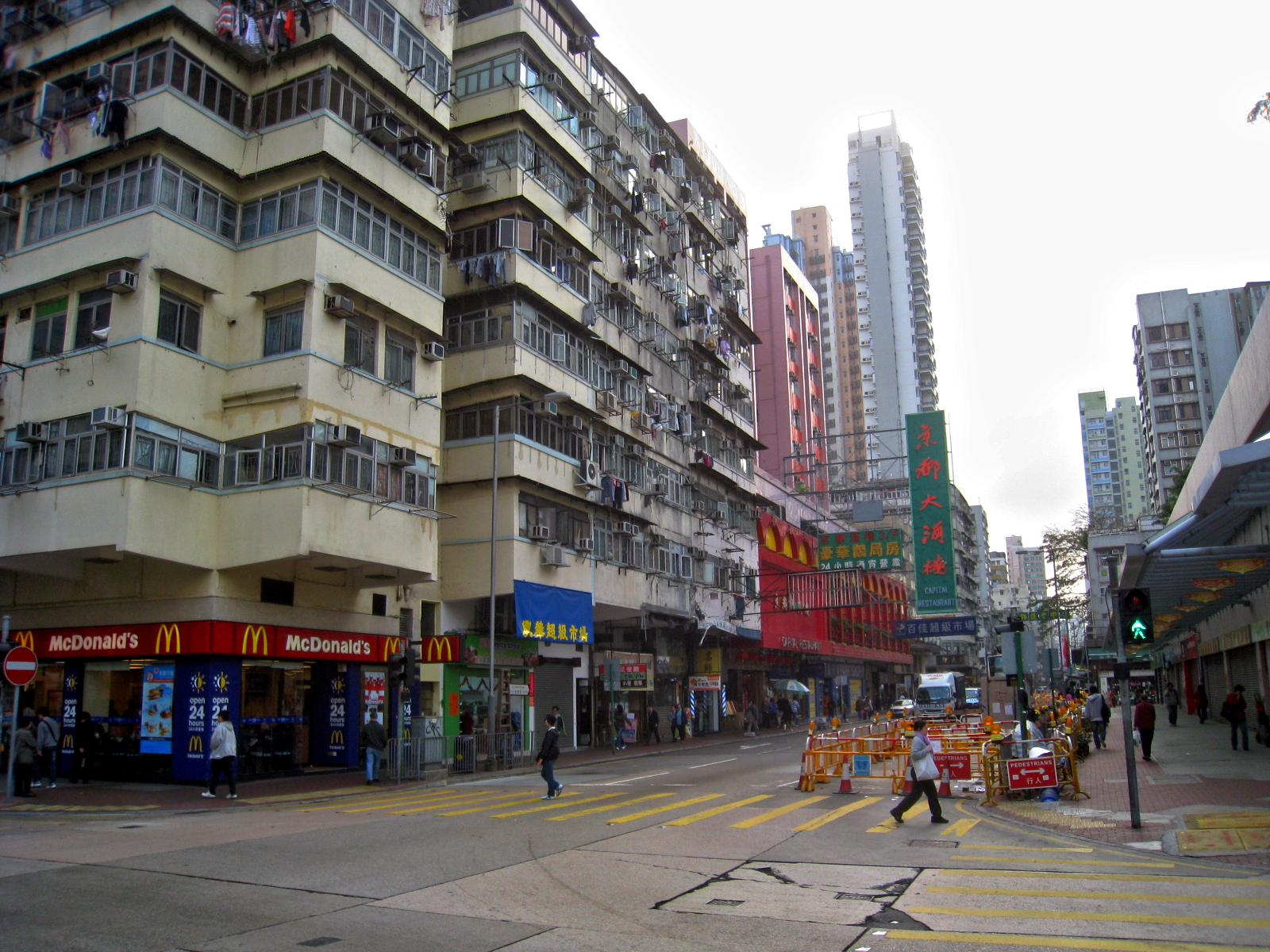
元州街的唐樓

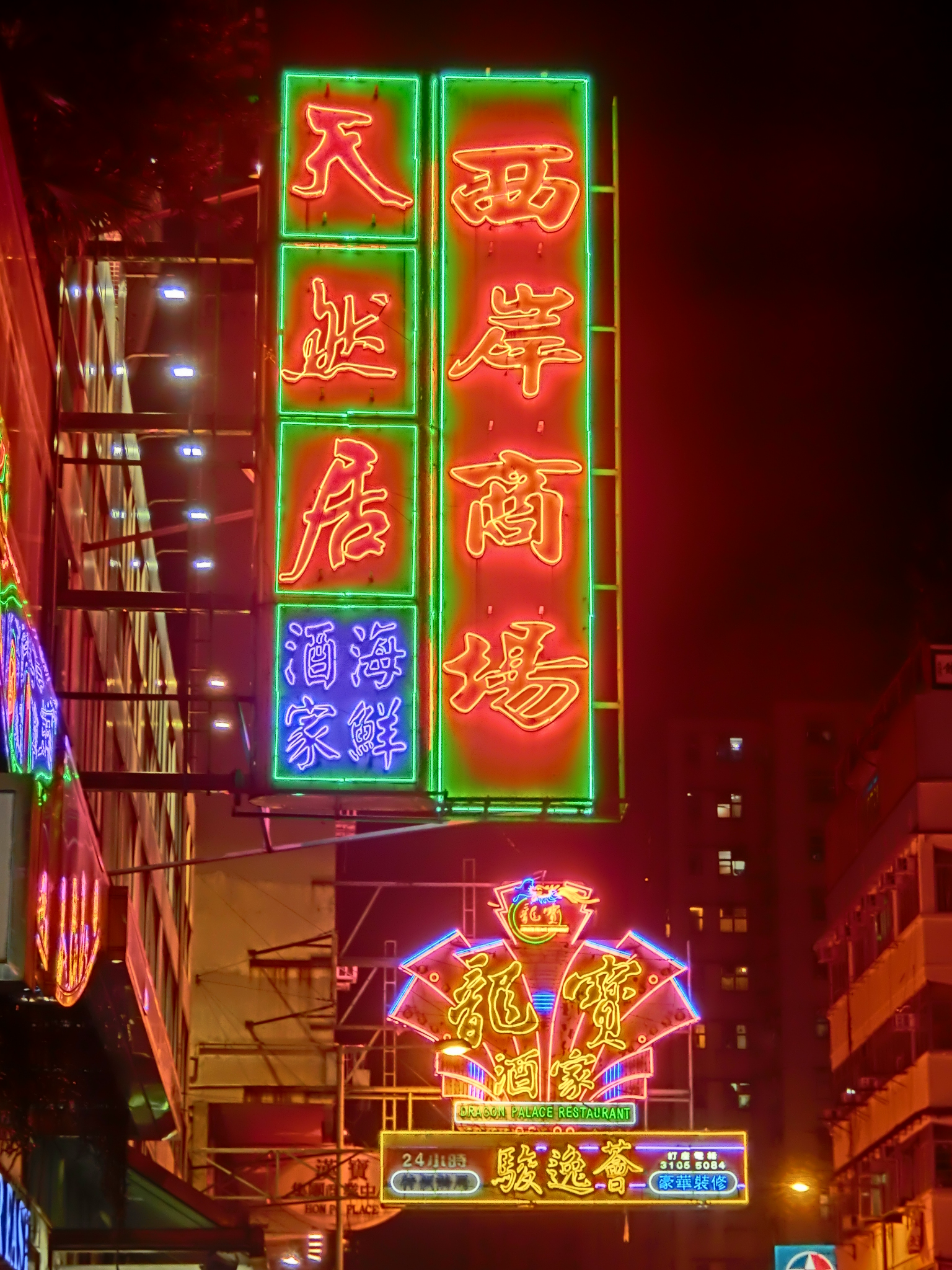
元州街 西岸商場

元州街（英語：Un Chau Street），是香港九龍深水埗區的街道，由深水埗石硤尾街近大埔道交界起，向西北方延伸，至長沙灣青山道止，與區內的福榮街、福華街、長沙灣道等街道平行。本街道為單程路，大部份路段設有三條行車線，街道盡頭是著名的青山道公共小巴總站。
由於元州街在第二次世界大戰前已發展為住宅區，沿線佔大多數是6層高的唐樓及舊式店舖。因此，從上世紀80年代起，部份樓宇重建成較新式的住宅。
2004年，房協公布「深水埗 K20-23」4項重建項目，包括福榮街、元州街、昌華街、興華街、青山道等多幢大廈於2009年起拆卸，大部分居民已在2006年遷出，在2007年8月只剩下六十多個零星的商戶和居民堅持留下，百年歷史的醬醋舖 「劉成和醬園」、開業50多年的「蘇記茶莊」，及多間經營汽車維修店、報紙檔、舊式士多陸續在2007年11月結業。

## 交匯道路
- 石硤尾街
- 南昌街
- 北河街
- 桂林街
- 欽州街
- 九江街
- 營盤街
- 東沙島街
- 東京街
- 永隆街
- 發祥街
- 長發街
- 興華街
- 昌華街
- 青山道

## 沿線建築物
- 元州街市政大廈
- 映築
- 寶血醫院
- 美居中心
- 東京街明渠
- 元州邨/元州商場
- 恆大睿峰
- 悅雅
- 家壹
- 尚南天
- 肇如大廈

## 相關
- 元州街公共圖書館
- 元州街市政大廈
- 元州邨
- 永旺百貨

## 外部連結
维基共享资源上的相關多媒體資源：元州街